# Gråkronet duehøg
Gråkronet duehøg (latin: Accipiter cooperii) er en rovfugl i høgefamilien, der lever i Nordamerika.